# U fryzjera
U fryzjera – 13-odcinkowy serial komediowy (sitcom), emitowany w TVP2 od 27 lutego do 5 czerwca 2006. Akcja serialu toczy się w zakładzie fryzjerskim „U Grzegorza”. Każdy odcinek składa się z 1–3 scenek, które łączą w całość bohaterów i miejsce akcji.
Emisję zakończono po 13 odcinkach z powodu niskiej oglądalności.

## Bohaterowie
- Grzegorz Grzegorz (Grzegorz Wons) – fajtłapowaty, ale uczciwy właściciel zakładu.
- Laura (Joanna Liszowska) – piękna i inteligentna fryzjerka
- Kicia (Patrycja Szczepanowska) – nieco nierozgarnięta, ale bardzo sympatyczna dziewczyna, fryzjerka
- Dyzio (Artur Pontek) – nieśmiały i naiwny młody chłopak, przyucza się do zawodu fryzjera
- Robert (Robert Koszucki) – muskularny masażysta, który bardzo podoba się dziewczynom
- Halinka (Magdalena Kuta) – opiekuńcza i miła kosmetyczka

## Fabuła
Akcja dzieje się w salonie fryzjerskim, którego właścicielem jest Grzegorz Grzegorz. Sitcom przedstawia śmieszne i zaskakujące perypetie pracowników zakładu, ale najczęściej akcja skupia się na osobach Laury i Kici – sympatycznych fryzjerek. Przez salon fryzjerski przemykają się różni ekscentryczni klienci, jak i ciekawi znajomi głównych bohaterów, co nieraz powoduje śmieszne sytuacje.

## Tytuły odcinków
1. Wielkie otwarcie
2. Strzyżenie po francusku
3. Ochroniarz
4. Fantazja
5. Poszukiwany
6. Urodziny
7. Krewniak z zagranicy
8. Maskotka
9. Bora-bora
10. Mój facet
11. Konkurs
12. Ład korporacyjny
13. Telepatka